# 曹暹
曹暹（16世紀—17世紀），號旭海，陝西鳳翔府岐山縣人，明朝政治人物。萬曆庚寅（1590年）三月二十八日生。

## 生平
曹暹是萬曆三十七年（1609年）的己酉科陝西舉人第二名，天啓二年（1622年）成壬戌科會試第三十六名，廷試三甲第八十八名進士，三年八月獲授猗氏知縣，有德政，人民都感激他。崇祯元年（1628年）升任河南道監察御史巡按江淮，在當地肅清僚吏，三年八月再轉為山東管糧道右參議、山西冀寧道參議，平定晉藩之亂、釋放冤獄。告歸後流寇攻打岐山，他拿出金錢養壯丁防禦，流賊驚潰而逃，城池得以保全。

## 遺跡
岐山縣城內曾有「兩世御史」坊。

## 家族
曾祖曹紀。祖父曹高雲。父曹希參，訓導。母雷氏。永感下。